# トニーたけざきのガンダム漫画
『トニーたけざきのガンダム漫画』（トニーたけざきのガンダムまんが）は、『機動戦士ガンダム』をベースに『月刊ガンダムエース』誌上にて不定期に掲載されている、トニーたけざき作の漫画作品。単行本は現在3巻まで発売中。本稿では後継作であるトニーたけざきのサクサク大作戦についても記述する。

## 概要
タイトル通り、基本的にガンダムを中心としたパロディで一話完結の構成。ファーストガンダム関連のネタのみを扱い、『機動戦士Ζガンダム』以降のキャラクター、MSはほぼ登場しない（∀ガンダムは一部で登場）。TV版と映画版の設定の相違をネタにしたり、オチを小説版にするなど、ガンダムを熟知した者にのみ通じるツボを押さえた内容となっている。作者曰く、「リアルタイムで見ていない読者が読むべきものではない（後にDVDやビデオで見てもだめ）」との事である。
安彦良和の画風に意図的に似せており、1巻の巻末には特別寄稿した安彦本人をして「そういえばオレも…時々どっちがオレの原稿だったかわからなくなる…」と言わしめた。ネット上などで「安彦良和のアシスタントをしていた」などの誤解が広まったためか、第2巻では少し違う作風になっている。
他者による協力もあるが作者本人によるプラモデルやCGを駆使した特別編なども稀に『ガンダムエース』誌上で発表されており、タイトルも『トニーたけざきのガンプラ漫画』に変わる時がある。
現在はトニーたけざきのサクサク大作戦としてモビルスーツ「サク」を中心とした4コママンガとして連載中。

## 登場人物

### ホワイトベースのクルー
アムロ・レイ
『機動戦士ガンダム』の主人公。連邦軍の伝説のモビルスーツ「ガンダム」のパイロット。
基本的な容姿はアニメ等のアムロそのもの。パロディゆえ原作のような鬱屈した性格は影を潜めたお間抜けキャラ。
セイラは自分にぞっこんであると勘違いするナルシストだったり、ミライさんに「見てやって」といわれたのを拡大解釈して興奮スケベだったり等、そのおバカさ加減は他の追随を許さない。
「サクサク大作戦」では「新キャラ」として「ハイブリッドパイロット・ハムロ・レイ」が登場。ハロと頭を取り換えただけ…だが、それゆえ通常ハロをボール代わりにして遊んでいるカツ・レツ・キッカの3人組の歓声にフラウ・ボウは冷や汗たらたら。
セイラ・マス
原作での聡明な姿は影を潜め、兄ゆずりのおとぼけキャラとしてホワイトベースに乗り込む。TV版と劇場版の違いにこだわる。
コア・ブースターが配備されているにもかかわらず「Gブル」に固執して「Gメカなんて存在しない」とブライトに叱責されてしまう一方で、兄であるシャアのボケに対してはしばしば劇場版の回想シーンを想起させる姿でコマの端あたりを「兄～さ～ん」と叫んで呼びながら追いかけている事が多い。
ブライト・ノア
原作以上に気苦労の絶えない人。
ランバ・ラル隊との白兵戦ではランボーの如き出で立ちで敵を蹴散らしていた。左舷の弾幕をものすごく気にしている。
リュウ・ホセイ
ホワイトベースの弾幕担当として登場。
ホワイトベース左舷のメカニズムは全て人力で動かす仕様となっており、男臭い作業場で自らはSMのボンデージを着用、カイ・ハヤト両名を含めた大勢の男に檄を飛ばしてミノフスキー粒子タタラだの何だのを稼動させていた。
無論弾幕は間に合わず、結局撃墜されてしまった事からシャアは「木馬責めは左から」と訓示。
オスカ&マーカー
ホワイトベースのオペレーター。いつも同じ椅子に座っているが、彼らが座っている椅子は非常に高性能である。アニメでは常に椅子に座っているため、アムロが頭を打った時はホームレス扱いされていた。作者はどちらがオスカで、どちらがマーカーなのか分からないらしい。
タムラ料理長
ホワイトベースの料理長。何だかよくわからないドリンクを艦内の食事として配給しており、その味や名称からブライトの大顰蹙を買う。
台所もヘビの生首や宇宙人の干物、血の滴るシャア専用ヘルメットなどが無造作に転がっていると言う謂わば地獄絵図で、それを見たブライトは唖然としていた。

### その他の連邦の人物
テム・レイ
アムロの父親でガンダムの生みの親。ガンダム悪霊図鑑には「ガンダムに悪い回路を取り付けようとする悪いレイ」と、悪いレイその2の「悪夢の閃光 ソーラ・レイ」とともに記載されている。
レビル将軍
ルウム戦役でジオン公国軍の捕虜になったが、ジオン兵を全滅させて自力で脱出した。ムキムキのマッチョマンで目からレビルビームを発射できる。
エルラン中将

### ザビ家
ジオンの独裁者であった原作を反映したワガママいっぱいのバカ家族。軍服にかける情熱は並々ならぬものがある。
ギレン
演説したりとかするが、アムロやシャアと同じくお間抜けキャラとして登場。
自動販売機一つでア・バオア・クー防衛戦時並の演説を行う。因みに演説の際は脳内国民が多数出現する。
キシリア
たびたび登場。「ガンダムの『ダム』とは何か?」と疑問に思ったり、ギレンを元ネタの「父殺しの男」に対して「乳好みの男」と揶揄する等、原作の彼女を知っていればいるほど笑える真面目に間抜けキャラとして表現されている。自分が作らせたザクレロに自信を持っているらしい。
ドズル
シャアの元上司。ガンダムに負け続ける理由を問い詰められて困ったあげく咄嗟にデッチ上げたシャアをクビにする。弟のガルマを溺愛している。
サクはドズルの「戦争は数だよ兄貴！」にギレンが変な解釈をしたため作られた。
ガルマ
シャアの友人。自動販売機でコーヒーを買った事がなく、暑い中でも間違えて「あったか～い」を押すなど、世間知らずの坊やっぷりを見せつける。
有名なシャアの「弔い」は、ガルマのイヤホンジャックが抜けたままだったため全く聞こえておらず、全てシャアの独り言になってしまった。
デギン
ギレンの夢の中で連邦と和平交渉をするためグレートデギンでやって来るが、ギレンのソーラ・レイで撃たれて、デギン・ザ・グレートになる。学園編では非常にデカく「身長18メートル」「素手でガンダムと戦える」と言う注釈付きで、ギレンを拳一発で半殺しにしてしまうような言動が漫画『魁!!男塾』の江田島平八のようになっている。

### その他のジオンの人物
シャア・アズナブル
ジオン公国の士官。アムロのライバルであるが、こちらもまたアムロ同様に原作に近いクールな外見とは違い、ズゴックの中にザクが入っていると思ったり、「旧ザク」を「1日ザク」と読んだりするなどのお間抜け振りを披露している。ヘルメットにこだわっており、大怪我をする度に「ヘルメットがなければ即死していた」、または危険を前にして「（ヘルメットがないと）いざという時に即死してしまう」等とTV版43話でのセリフが元ネタの発言をする。また、キシリアやドズルの詰問を受け答えに窮すると大ボラを吹くことがあり、ドズルにはそれが原因でクビにされたことがある。赤くて角の付いた機体であれば満足すると思われており、シャア専用ザクレロだのシャア専用ポールだの、作者の製作した何かとアレな機体に搭乗させられている。シャアいわく「ガンダム」のダムは、ふくらはぎに相当する部位のことで、これがガンダムの強さの秘密である。
アホの三人組　
ジオン公国の軍人・ガイア、オルテガ、マッシュの三人。「ジェットストリームアタック」を得意技としており、三人が一体となって一人分のキップだけで自動改札を通ろうとしたが、失敗して捕まる。学園編では「黒い三年生」と言われ、留年のしすぎで三十路（30歳）になっても卒業できない事を陰で笑われている。
コズン・グラハム
ランバ・ラル隊の一員としてホワイトベースに襲撃をかける。セイラの乗ったガンダムを捕獲しようとするが、ガンダムの秘密を知ってしまったためにアムロの逆鱗に触れ捕虜となり、逃げようとした所を爆死させられる。また、ブライト達の尋問には口を割らなかったが、熱々おでんが出てくると喋りそうになる。コズンの発言から尋問で捕虜に熱々おでんを食べさせることは南極条約違反らしいが、ブライトは「これは『関東だき』です」とコズンに説明している。なお、コズンザクは加齢臭が酷いらしい。
デミトリー
サクレロのパイロット。本作ではキシリアの命令で赤色・ツノ付きに仕様変更された「シャア専用ザクレロ」が登場するが、実際に搭乗するのはデミトリー。TV版準拠のセイラからは「ジオン軍のびっくりどっきりメカ」と言われているが、劇場版準拠のブライトたちからは「そんなものは―ない!」と存在自体を否定され、「俺はこの世にいない人間なのさ」と言って涙を流した。
マ・クベ
キシリア・ザビの副官。アニメ同様に「良いもの」にこだわり、ガルマの飲む缶飲料のスチール缶を壺や陶磁器の良いものにしようとする。
ジオング整備士
ジオングの整備兵で、シャアやザビ家の軍服の装飾品を飾りといっている。
フラナガン
ジオン公国のニュータイプ研究所「フラナガン機関」の設立者。フラナガン機関を見学に来たシャアに対し、シャアの「サイコミュ」の『ミュ』の発音が違うと指摘し、何度も言い直させている。

## オリジナルMS・MA
サク
ギレン・ザビが考案した超量産型モビルスーツ。全高18m。カプセル状の体に触手のような4本の手足があり、後はモノアイと口が付いているだけ。武装はサクマシンガン。額にはカタカナで「ジ」と書かれている（量産型ジオン軍マーク）。大気圏内での降下時や宇宙空間での移動時は手足を収納する。組み立ても簡単で、まるで食玩レベルのガンプラである。コマを埋め尽くす程の数が量産されている。名前の由来は「サクサク描けるから」である
1巻ではジャブロー侵攻に大量投入。元々大量だった上にサムの大群が対抗したため、ジャブローを文字通り埋め尽くしてしまい、ガンダム・シャア専用ズゴック含めてグダグダに終わった。これによりジオン軍は超兵器志向に切り変えたらしい。2巻にてTV版第1話のようにリアルなガンダムと対決するが、サクマシンガンは弾き返されて自滅。余りにも多すぎて混乱してしまい、ガンダムが使用したスーパーナパームの余波でふっとばされ、何もできず宇宙空間を漂う。
なお、同じようなコンセプトで作られた陸戦用の「クフ」や「トム」、トムを改良した宇宙用の「リック・トム」、そして大型モピルアーマーの「ヒクサム」が存在しているらしい。
ゲーム『ガンダムバトルロワイヤル』で隠し機体として登場、続編の『ガンダムバトルクロニクル』『ガンダムバトルユニバース』にも登場している。シャア専用機も登場し、動くたびに「サク、サク」と喋る。サクの初期パラメーターは武装面を除いて全て1でシャア専用機は全て3と最弱。
サム
ウッディ大尉がサクのジャブロー侵攻に対し、「こんなコトもあろうか」と開発しておいた、超量産型MS。アルファベットではSM。量産型であるジムの更なる量産型であり、ボールより低コスト。真四角な体に凸型のゴーグル、いかにもロボット風な細い腕・脚の先に丸い手足が付いている。ゴップに褒められている。
ジャブローにて大量のサクと交戦するが、双方あまりにも多すぎてグダグダのグズグズな結果で終わる。一応ジャブロー防衛に成功してはいる。ちなみにウッディ大尉はこのいざこざに巻き込まれ墜落死、シャアとアムロの戦いもサク・SMに邪魔される形で結局成らず。この後、連邦軍はボールをも下回る低コストMSの開発はさすがに控えた。
サクと同じく『ガンダムバトルロワイヤル』では隠し機体として登場し歩くと「サム、サム」と喋る。またアムロが搭乗しているステージもある。初期パラメーターはサク同様武装面以外は全て1。
ダイカストガンダム
『機動戦士ガンダム』放送当時、玩具メーカーのクローバー社から発売された合金玩具。胸に「GUNDAM」のロゴシールが付いている。ロケットパンチを放ち、肩にバズーカも装備するなど、強大な性能でジオン独立愚連隊のザクII3機を圧倒する。が、ザクのパイロットからは「アレなんか違うで」と言われている。
シャア専用ザクレロ
ザクレロの姿を見たシャアが、キシリアの前で設計者を侮辱するような発言をしたせいで、設計者であるキシリアの命令によって赤く塗られて角を付けられた姿。「シャア専用」ながら、搭乗するのはデミトリー。
シャア専用ボール
ア・バオア・クー攻防戦のパロディシーンで、キシリアがジオングの代わりとして鹵獲したボールをシャアに与えた機体。
外観的には赤く塗装された機体色・鬼のように左右に付けられているツノ（なぞのひみつメカを内蔵）・ハンド部分しか使用されていない短縮されたアーム・上面のジオングの手が特徴になっている。武装は120mmキャノン砲は撤去され代わりに最強メカサイコミュ（ジオングの手）に換装、さらに90mmバルカン砲が追加された。また機体下部のバーニアは大型化された通称「3倍バーニア」に変更され、出力も通常型の400kWに対し1200kWとなり「通常の3倍」の出力となっている。しぶしぶ出撃したシャアだったが、その機体の形状と色の所為で「まぎらわしい色」「敵か味方かはっきりしろ」と両軍から攻撃される破目になる。デザインはカトキハジメと無駄に豪華。また作品自体が模型を使用した漫画だったため、MG「RB-79 ボール Ver.Ka」のキットから改造した立体も存在する。
ドズル専用ボール
緑色に塗装され、手の代わりに拡散ビーム砲が2門、足があり、全身に黄色いトゲが生えており、背後には何かモヤっとしたものがある。
ランバ・ラル専用ボール
青色に塗装され、右アームが漢ムチに、キャノン砲が漢バルカンに換装されている。漢ムチ、漢バルカンはそれぞれクフのヒートロッド、75mm5連装フィンガーバルカンと思われる外見をしている。
マ・クベ専用ボール
アームがビームサーベルに換装され、頭頂部に良いツノが、その周りに多数のニードルミサイルが装備されている。多分にギャンを意識したデザインである。
デギン・ザ・グレート
デギン・ソド・ザビの細胞がソーラ・レイの強大なエネルギーを吸収しグレート・デギンの部品と分子レベルで融合したことで誕生したニュータイプを超える存在。身長180m・体重10万t・ガンダム100機分の力を有しエネルギーゲインは500倍。股間部にグレート・デギンの艦首と冷却タンクを装備する。
メイン武装のデギンはげ粒子砲は劇中のジムのパイロットの発言によると宇宙空間を漂うミノフスキー粒子と結合することにより発生する強力な物で、他にも被弾したパイロットをめがねっ娘属性に変えてしまうめがねっ娘ビームや、デギンバリアーはビームのみならず実体弾すら弾く。
格闘能力も出鱈目に高く、マゼラン級戦艦を蹴りやパンチで一撃粉砕している。必殺技とも言える水爆頭突きは南極条約違反だが本人は「南極条約なんぞ知るかぁ」と一笑に付した。
ア・バオア・クーに集結した連邦艦隊やジム・ボールを一方的に粉砕、ガンタムすらAパーツとBパーツを引きちぎった後にコクピットを水爆頭突きで吹き飛ばして撃破し、ガンキャノンに至ってはすれ違いざまに撃破している。一騎当千の働きで圧倒するが、全てはギレンの夢の中での出来事だった。

## 単行本
角川書店、角川コミックス・エースより刊行。
- トニーたけざきのガンダム漫画
  1. 2004年3月 ISBN 978-4047136106
  2. 2007年4月26日 ISBN 978-4047139176
  3. 2010年1月21日 ISBN 978-4047153752
- トニーたけざきのサクサク大作戦
  1. 2014年3月24日 ISBN 978-4041210529

## 関連作品
本作と同様、原作に似せた絵柄でパロディ化したトニーたけざきの作品に以下のものがある。
- 『トニーたけざきのエヴァンゲリオン』 - 『新世紀エヴァンゲリオン』をパロディ化。ヤングエース2010年11月号から2011年10月号にかけて連載。ISBN 978-4-04-715789-7
- 『トニーたけざきの攻殻機動隊』 - 実写映画『ゴースト・イン・ザ・シェル』の公開を記念した特別企画。月刊ヤングマガジン2017年4月号に掲載。アンソロジーコミック『攻殻機動隊 ゴースト・イン・ザ・シェル コミックトリビュート』（ISBN 978-4063931846）にも収録されている。週刊ヤングマガジン2017年18号には攻殻機動隊に加えて『MMR マガジンミステリー調査班』もパロディ化した別作品『ヤンマガムービー調査班』が掲載されたがこちらは単行本化の予定はない[8]。